# Каерак
Каерак (каз. Қайрақ) — упразднённое село в Карабалыкском районе Костанайской области Казахстана. Входило в состав Новотроицкого сельского округа. Находится примерно в 35 км к северо-западу от районного центра, посёлка Карабалык. Код КАТО — 395049500. Упразднено в 2019 г.

## Транспорт
В селе расположена одноимённая железнодорожная станция Кустанайского отделения Казахстанских железных дорог.

## Население
В 1999 году население села составляло 68 человек (32 мужчины и 36 женщин). По данным переписи 2009 года, в селе проживало 57 человек (29 мужчин и 28 женщин).